# Susanna Griso i Raventós

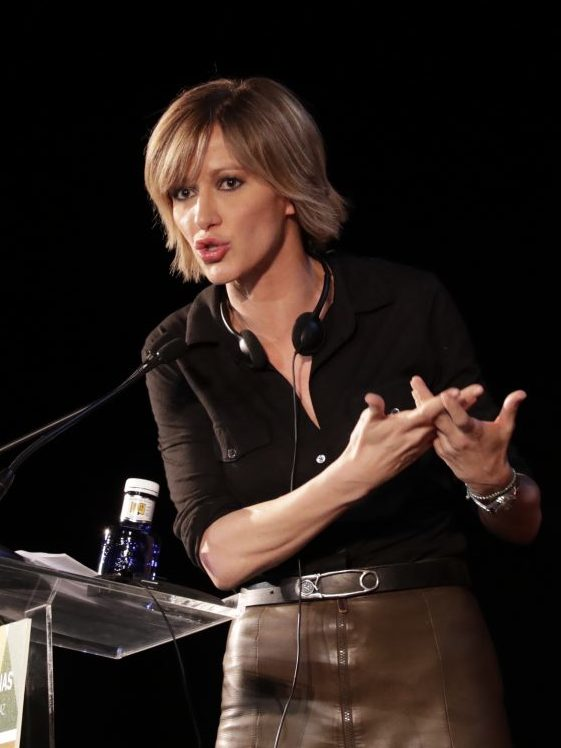
Susanna Griso in 2017

Susanna Griso i Raventós (Barcelona, 8 oktober 1969) is een Catalaanse journaliste en televisiepresentatrice. Griso begon in het seizoen 1997-1998 voor TVE waar ze onder meer verslag deed van de begrafenis van Lady Di. In 1998 stapt ze over naar Antena 3, waar ze eerst het middagnieuws presenteert, en vanaf 2006 het ochtendvullende programma Espejo Público, een dagelijks televisiemagazine.